# Osvaldo Rodolfo Pérez
Osvaldo Rodolfo Pérez (Rosario, 1 de febrero de 1926) es un exfutbolista argentino que se desempeñaba en la posición de delantero. Debutó profesionalmente vistiendo la casaca de Rosario Central.

## Carrera
Su partido estreno en el primer equipo de Central fue inmejorable, ya que anotó un gol en la victoria de su equipo ante Platense por 3-1, en cotejo válido por la 16.ª fecha del Campeonato de Primera División 1945, disputado el 19 de agosto. El entrenador auriazul era el húngaro György Orth.

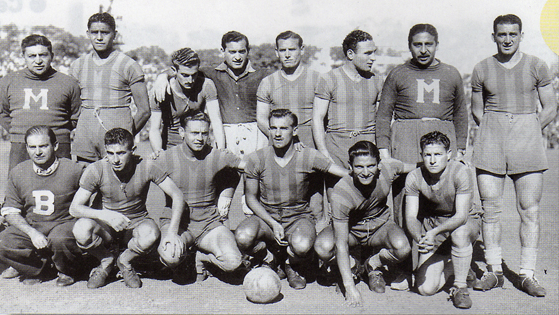
Rosario Central en 1947. Parados: Lidoro Soria, César Castagno, Roberto Quattrocchi, Alfredo Fógel, Ángel Gaetán, Santiago Armandola; hincados: Osvaldo Pérez, Juan Hohberg, Antonio Zamaro,Luis Bravo, Antonio Vilariño.

Para 1947 ya era habitual titular en el once canalla; en la temporada siguiente integró junto a Benjamín Santos, Luis Isidro Bravo, Alejandro Mur y Antonio Vilariño la delantera más goleadora del Campeonato de Primera División 1948, anotando 74 goles en 30 fechas. Ese mismo año se produjo una importante huelga en el fútbol argentino, que derivó en la salida de muchos jugadores hacia el exterior, especialmente Colombia. Pérez llegó a disputar los primeros partidos del Campeonato de Primera División 1949 para luego tomar dicho rumbo. Dejó Rosario Central tras 91 partidos jugados y 24 goles convertidos.
Se alistó primeramente en Universidad Nacional, donde jugó durante 1949; al año siguiente pasó a Boca Juniors de Cali y en 1951 a Deportivo Cali, club en el que se mantuvo hasta 1953.
A mediados de aquel año arribó a Palestino de Chile, donde lograría el título de Primera División 1955; en Palestino disputó 110 partidos, anotando 51 goles en sus casi cinco temporadas en el club.,

## Clubes
| Club                 | País      | Año       |
| -------------------- | --------- | --------- |
| Rosario Central      | Argentina | 1945-1949 |
| Universidad Nacional | Colombia  | 1949      |
| Boca Juniors de Cali | Colombia  | 1950      |
| Deportivo Cali       | Colombia  | 1951-1953 |
| Palestino            | Chile     | 1953-1957 |

## Palmarés
| Equipo    | País  | Título           | Año  |
| --------- | ----- | ---------------- | ---- |
| Palestino | Chile | Primera División | 1955 |